# Fehér Nikolett
Fehér Nikolett (Győr, 1988. december 23. –) labdarúgó, csatár. Jelenleg a DAC Unió FC labdarúgója.

## Pályafutása
A Fészek CSNFK csapatában kezdte a labdarúgást. 2006 és 2011 között a Viktória FC labdarúgója volt. Tagja volt a 2006–07-es ezüstérmes csapatnak. A 2007–08-as idényben kölcsönben a Győri ETO FC együttesében szerepelt. 2011 nyara és 2012 évvége között a Soproni FAC játékosa volt. 2013 februárjában újra a Viktória csapatához igazolt, majd nyáron a DAC Unió FC szerződtette.

## Sikerei, díjai
- Magyar bajnokság
  - 2.: 2006–07
  - 3.: 2012–13